# Christian Cornelius Paus
 Der er for få eller ingen kildehenvisninger i denne artikel, hvilket er et problem. Du kan hjælpe ved at angive troværdige kilder til de påstande, som fremføres i artiklen.

Christian Cornelius Paus (18. oktober 1800 – 8. april 1879) var en norsk jurist, embedsmand og politiker. Han var byfoged i Skien 1847–1874 og var medlem af Stortinget i tre perioder mellem 1848 og 1861. Han blev valgt som 2. repræsentant for Lister og Mandals amt i 1848, som 1. repræsentant for Skien 1857 og igen som 1. repræsentant for Skien i 1859. Han var konstitueret som amtmand i Bratsberg amt i tre perioder (1862–1863, 1864 og 1868–1869). Han var søn af skibsreder og proprietær Ole Paus og Johanne Plesner, og var Henrik Ibsens onkel.
Han blev cand.jur. ved Det Kongelige Frederiks Universitet i 1825, og var ansat i Marinedepartementet fra 1822, hvor han var kongelig fuldmægtig 1826–36. Han var foged i Lister fra 1836 til 1847, da han blev byfoged i Skien. I tillæg til sit embede som byfoged var Paus også politimester, byskriver og magistrat, og var altså i alle henseeder købstadens almindelige øvrighed. Han var ridder 1. klasse af Sankt Olavs Orden. Byfogd Paus gate i Skien er opkaldt efter ham.
Oskar Mosfjeld skriver at Christian Cornelius Paus «er blitt karakterisert som 'en helt igennem rettænkende, pligtopfyldende mand, af et heftigt temperament'».
I et brev til Christian Paus, et af sine yderst få breve til familien, skriver Henrik Ibsen om sit vanskelige forhold til sin fødeby og sit fødeland. Hundreårsudgaven af Ibsens samlede værker inneholder kun 3 breve til familien i Skien, brevet til Christian Paus og to breve til Hedvig.
Han var opkaldet med navnet Cornelius efter sin farfars farfars morfar, trælasthandler og rådmand i Skien Cornelius Jansen Trinepol (1611–1678). Han blev kaldt Christian til dagligt.